# This Endris Night
This Endris Night o Thys Endris Night o Thys Ender Night ("L'altra notte", "Alcune notti fa"), conosciuto anche come The Virgin and Child è un tradizionale canto natalizio inglese risalente al XV secolo.

## Storia
Il più antico manoscritto contenente il brano è datato 1475.

## Testo
Il testo tratta gli eventi relativi alla Nascita di Gesù, con particolare riferimento a Maria e a Gesù Bambino.
Le prime strofe recitano:
This endris night I saw a sight,

A star as bright as day,

And ev'r among, a maiden sung,

"Lully, bye bye, lullay."

This lovely lady sat and sang,

And to her child did say,

"My son, my brother, father dear,

Why liest thou thus in hay?"

My sweetest bird, 'tis thus required,

Though I be king veray,

But nevertheless I will not cease

To sing 'Bye bye, lullay.'"

[...]

## Versioni discografiche
Tra gli artisti che hanno inciso il brano, figurano, tra gli altri (in ordine alfabetico):
- Dale Warland Singers (in: Christmas with the Dale Warland Singers, 2002)[4]
- The Robert DeCormier Singers and Ensemble (in: A Victorian Christmas, 1984)[5]
- Dan Fogelberg (in: The First Christmas Morning, 1999)[6]
- Maddy Prior & The Carnival Band (in: An Evening Of Carols & Capers, 2005)[7]
- The Renaissance Players (in: Adam's Apple, 1977)[8]
- Snellville United Chancel Choir (in: Wassail, Wassail)[9]